# 范冰冰
范冰冰（ファン・ビンビン、英: Fan Bingbing、1981年9月16日 - ）は、中国山東省煙台市出身の女優。身長168cm、体重52kg。

## 人物・経歴
山東省煙台市に生まれ、育ちのため、膠東方言を話す事が出来る。テレビのトーク番組で、はにかみながら煙台方言を披露したことがある。実弟は中国のアイドルグループNINE PERCENTの范丞丞（ファン・チャンチャン）。
上海師範大学付属の謝晋影視芸術学院を経て上海戯劇学院を卒業。映画やテレビドラマへの出演などで女優として活動。テレビドラマ『還珠姫〜プリンセスのつくりかた〜』（原題『還珠格格』）への出演をきっかけに一躍有名となった。以後数多くのテレビドラマや映画に出演。松下電器などCM出演も多い。また2005年にはアルバム『剛剛開始(Just Beginning)』を発売し、歌手デビューを果たした。
2006年、日中合作映画『墨攻』に出演。2007年の日本公開時にはプロモーションで来日し、日本でも知名度が上昇した。同年、『心中有鬼』で金馬奨最優秀助演女優賞受賞。
また個人事務所である「氷氷影視伝媒有限公司（范氷氷工作室）」を設立。同時に演劇学校も設立し校長となるが、多忙のため実質的には彼女の両親が運営に当たっている。
2008年には、初製作ドラマ『臙脂雪』が放映され、続く『少女武則天』も放映された。また、ジャッキー・チェンの映画会社であるJCEムービーズなど3社が共同出資したタレント事務所「博納英龍演芸経紀有限公司」との業務提携を発表した。
2009年には、ジャッキー・チェン主演映画『新宿インシデント』の他、『孫文の義士団』『ソフィーの復讐』などに出演。2010年には『運命の子』、2011年には『新少林寺/SHAOLIN』や韓国映画『マイウェイ 12,000キロの真実』、2013年にはハリウッド映画『アイアンマン3』、2014年にもハリウッド映画『X-MEN:フューチャー&パスト』に出演するなど、中国のトップ女優となる。
2016年、映画『わたしは潘金蓮じゃない』で、第64回サンセバスチャン国際映画祭・シルバー・シェル賞（最優秀女優賞）を受賞。
2017年9月、資産総額10億元（約150億円）以上を持つ北京出身の俳優の李晨との婚約を発表したが、下記の脱税事件の後、2019年7月に婚約を解消したことを明らかにした。
活動再開後の2020年には日本のファッション誌「美ST」の表紙を飾り、2022年には米国映画『355』に出演。2023年には映画『緑の夜』に出演した。

## 脱税事件
2018年5月末、中国中央テレビの元アナウンサー・崔永元がSNSで范の二重契約問題と巨額な脱税疑惑を暴露したため、中華人民共和国の税務当局が調査に乗り出した。これを受け、同年6月27日に、中国共産党中央宣伝部など5つの中国共産党・政府機関は連名で、映画やテレビに出演する俳優の報酬を制作費の40％に制限するという規定を発表した。これにより、彼女が出演している『エア・ストライク』は中国国内では上映中止となった。
同年9月中旬には脱税疑惑が発覚して以降、范が長期間に渡って消息不明になっていると報じられた。その後、追徴課税や罰金などで合計8億8000万元（約146億円）の支払いを命じられたことが10月3日に報じられ、范は同日に新浪微博を更新して謝罪。10月15日、北京首都国際空港にて約4ヶ月ぶりに公の場に姿を現した。

## 主な出演作品

### 映画
- 2002年
  - 一見鍾情
  - 手足情探
  - 河東獅子吼
- 2003年
  - 手機
- 2004年
  - 花都大戦 ツインズ・エフェクトII（千機變II 花都大戰）レッド役
- 2005年
  - 西遊記リローデッド（情癲大聖）姫：小善役
- 2006年
  - 墨攻（墨攻）逸悦役
- 2007年
  - 導火線 FLASH POINT（導火線）ジュディ役
  - 心中有鬼
  - 愛は迷走中〜Call For Love（愛情呼叫転移）2話目の「生の歓歌」寧燦役　2007日本・中国映画週間で上映（映画祭邦題：コール・フォー・ラブ）
  - ロスト・イン・北京（苹果）ピングオ役
  - 寄生人
  - 合約情人
  - 命運呼叫轉移
- 2008年
  - カンフーヒップホップ（精舞門） TINA役
  - 帰り道（回家的路）
  - 桃花運
- 2009年
  - 新宿インシデント（新宿事件） リリー役
  - 孫文の義士団（十月圍城）ユエル役
  - ソフィーの復讐（非常完美）ジョアンナ役
  - 麦田（麥田）驪役　第22回東京国際映画祭で上映
  - 尋找微杢
- 2010年
  - カンフーヒップホップ2（精舞門2）
  - 運命の子（趙氏孤児）荘姫役
  - 未来警察 Future X-cops（未來警察）チョウ・メイリー役
  - ブッダ・マウンテン〜希望と祈りの旅（観音山）ナン・フォン役
  - 東風雨
  - 重慶ブルース（日照重慶）　第23回東京国際映画祭で上映
- 2011年
  - 新少林寺/SHAOLIN（新少林寺）顔夕（がんせき）役
  - マイウェイ 12,000キロの真実（마이웨이）（韓国映画）シュエライ役
  - 赤い星の生まれ（建党偉業）　2011日本・中国映画週間で上映
  - 鑑湖女侠
  - 等待
  - Stretch（フランス映画）
- 2012年
  - ロスト・イン・タイランド（人再囧途之泰囧）　第6回したまちコメディ映画祭in台東、2013東京／沖縄・中国映画週間（映画祭邦題：ロスト・イン・タイ）で上映
  - 二重露光〜Double Xposure〜（二次曝光）ソンチュイ役　第8回大阪アジアン映画祭、あいち国際女性映画祭2013で上映
  - The Moon & The Sun（アメリカ映画）
  - 一夜驚喜
- 2013年
  - アイアンマン3（Iron Man 3）（アメリカ映画）
- 2014年
  - 白髪妖魔伝（白髮魔女傳之明月天國）玉羅刹（練霓裳）役
  - X-MEN:フューチャー&パスト（X-Men: Days of Future Past）（アメリカ映画）ブリンク役
- 2015年
  - 楊貴妃 レディ・オブ・ザ・ダイナスティ（王朝的女人・楊貴妃）楊貴妃役 未体験ゾーンの映画たち2017で上映
- 2016年
  - 封神伝奇 バトル・オブ・ゴッド（封神伝奇）妲己役
  - わたしは潘金蓮じゃない（我不是潘金蓮）　第12回大阪アジアン映画祭で上映
  - スキップ・トレース（絶地逃亡、Skiptrace）（中国・香港・アメリカ合作）
  - 爵跡 無道王朝伝説（爵迹）（中国・カンボジア合作）
  - 背徳と貴婦人（画框里的女人、Le portrait interdit）（中国・フランス合作）ウラナラ役
- 2017年
  - スカイハンター 空天猟（空天猟）
- 2018年
  - エア・ストライク（大轟炸）
- 2022年
  - 355（The 355）（アメリカ映画）リン・ミ・シェン役
- 2023年
  - 緑の夜（绿夜）

### テレビドラマ
- 1996年
  - 女強人
- 1997年
  - 導遊小姐（又名：愛之旅）
  - 還珠姫〜プリンセスのつくりかた〜第1部（還珠格格Ⅰ）
  - 郷野傳奇（又名：大黑蛾）
- 1998年
  - 馬永貞 - 爭霸上海灘
  - 還珠格格II
- 1999年
  - 人間壯王
  - 達摩祖師
  - 小李飛刀（小李飛刀）
  - 青春出動
- 2000年
  - 風雨歩高院（又名：紅塵往事）
  - 乱世飄萍
  - 中關村風雲（又名：黑魂）
- 2001年
  - 始皇帝烈伝 ファーストエンペラー（秦始皇）
  - レジェンド・オブ・フラッシュ・ファイター 書剣恩仇録（書劍恩仇錄）
  - 中華英雄伝（新霍元甲）
  - スピリット・オブ・ドラゴン 〜精武英雄 陳真〜（精武英雄、2002年）
  - 少年包青天II
  - 愛情寶典（又名：送入青樓嫁對郎）
  - 皇宮寶貝
  - 血滴子（又名：江山為重）
- 2002年
  - 給我一个媽（又名：情縁的天空）
  - 豪門驚夢
  - 省委書記
  - 塵埃落定
  - 特警飛龍
  - 婀娜公主
- 2003年
  - 聚寶盆　
  - 名捕震關東（又名：四大名捕）
  - ヒロイック・レジェンド（萍踪侠影）
  - 四號女監（又名：第三顆子彈）
  - 福星高照猪八戒
  - 天一生水
- 2004年
  - 壮志凌雲包青天
  - PRIDE -プライド-（小魚児与花無缺）
  - 巾幗英雄穆桂英
  - 楊貴妃（大唐芙蓉園）
- 2005年
  - 美麗新天地
- 2006年
  - 鹿鼎記
  - 大爆炸（又名：突發事件）
  - 八人の英雄（八大豪侠）
  - 庚子風雲
  - 封神演義（封神榜）妲己役
  - 會有天使替我愛你
- 2008年
  - 臙脂雪
- 2009年
  - ラストロマンス 〜金大班〜（金大班的最後一夜）
  - 人間情縁
- 2011年
  - 西遊記
- 2015年
  - 武則天 -The Empress- (武媚娘傳奇) 武則天役
- 2020年
  - 巴清傳奇 Legend of Ba Qing（又名：赢天下 Win the World） 巴清（Ba Qing）役

### TVCM
- サントリーウーロン茶
  - 『ごはんの幸福・ラーメン篇』（2010年）
  - 『ごはんの幸福・小籠包篇』（2010年）
  - 『プレミアムクリア・「あ、香り」篇』（2010年）
  - 『ホットホットガール篇』（2011年）
  - 『ご近所ピクニック篇』（2011年）